# أقسطاف
أقسطاف قائد إشبيلية الأندلسي ضد فرديناند الثالث ملك قشتالة، أثناء حصار إشبيلية ضد الأندلسيين في عام 1248. يُذكر اسمه بطرق مختلفة في المقالات والأبحاث، حيث يُعد أقسطاف هو الأكثر شيوعًا، ولكن يمكن العثور عليه أيضًا باسم السقاف، و الشيتاف، و أقسقاد.

## التاريخ
بعد وفاة ابن هود عام 1238، عادت إشبيلية إلى دفع الجزية للدولة الموحدية ، وأداء الطاعة للخليفة. ولكن بعد وفاته عام 1242، نُصب شقيقه علي بن إدريس السعيد المتديدبيلة، خليفة. وبعد مرور عام، سحب حاكم سبتة طاعته للخليفة المغربي واعترف بسيادة السلطنة الحفصية. وبعد ذلك، تكرر هذا مع إشبيلية وطريفة وشريس. وقد قبل أبو زكريا يحيى سلطان تونس هذه التبعية وأرسل إلى إشبيلية واليًا اكتسب بغضاء الإشبيليين فطردوه سنة 1245. وخلفه بلال ألشاد، وهو من أصل إشبيلي. خوفًا من رد فعل التونسيين وتقدم القوات المسيحية، قرر بلال ألشاد توقيع تحالف مع فرديناند الثالث لمدة عام واحد. قُتل بلال ألشاد على يد أقسطاف، قائد الحامية في إشبيلية، في آذار 1246. أدى هذا العمل العنيف إلى إنهاء الهدنة مع فرناندو، الذي تحرر من التزامه تجاه بلال ألشاد، ووجه انتباهه إلى إشبيلية وبدأ الاستعدادات لمهاجمة المدينة. وأعلن أقسطاف قائدًا عسكريًا للمدينة وحكمها مع مجلس من النبلاء. ولكنه لم يستطع مقاومة الحصار الذي فرضه فرديناند الثالث واضطرت المدينة إلى الاستسلام للمسيحيين في 23 تشرين الثاني 1248. سلم أقسطاف مفاتيح المدينة إلى ملك قشتالة. فرّ إلى سبتة في إحدى السفن التي عرضها فرناندو على الأندلسيين الذين قرروا مغادرة إشبيلية والتوجه إلى أفريقيا.
اُغتيل في تشرين الثاني 1249 بأمر من العفازى، رئيس الانتفاضة المناهضة للتونسية.